# François Debergue
Pour les articles homonymes, voir Debergue.
François Debergue, né le 8 décembre 1810 à Paris et mort le 27 septembre 1870 à Bougival, est un jardinier qui travaillait chez le chansonnier Paul Avenel à Bougival.
En septembre 1870, alors que les Prussiens occupaient Bougival, il coupa à plusieurs reprises au sécateur le fil du télégraphe les reliant à Versailles. Arrêté et jugé, François Debergue fut attaché à un pommier et fusillé par les soldats prussiens, Chemin des bourbiers. Un premier monument est inauguré en 1878 en mémoire des trois civils bougivalais fusillés en ce lieu (Debergue, Cardon et Martin). En mai 1923, sur le même piédestal, la pyramide est remplacée par une statue en bronze représentant uniquement François Debergue. Elle est réalisée par Gabrielle Dumontet. Ce monument est visible à Bougival, sur la D128.

## Hommages
Une rue de Bougival (Yvelines) et une autre à Montreuil (Seine-Saint-Denis) portent son nom.